# Färnebo socken
För andra betydelser, se Färnebo socken (olika betydelser).
Färnebo socken i Värmland ingick i Färnebo härad och är sedan 1971 en del av Filipstads kommun, från 2016 inom Filipstads distrikt.
Socknens areal är 491,36 kvadratkilometer varav 425,10 land. År 1949 fanns här 2 573 invånare. De tidigare gruvortena Långban och Persberg ligger i socknen. Sockenkyrkan, Filipstads kyrka, var gemensam med Filipstads stad och låg inom staden, inte i denna socken.

## Administrativ historik
Socknen bildades troligen på 1400-talet och omfattade då hela Färnebo härad. 1595 utbröts en del till Nyeds socken, 6 april 1611 utbröts Filipstads stad och Filipstads församling, 1624 utbröts Kroppa socken, 1693 utbröts Gåsborns socken och 1731 utbröts Nordmarks socken.
Vid kommunreformen 1862 övergick socknens ansvar för de kyrkliga frågorna till Färnebo församling och för de borgerliga frågorna bildades Färnebo landskommun. Landskommunen uppgick 1952 i Värmlandsbergs landskommun som 1971 uppgick i Filipstads kommun. Församlingen uppgick 1971 i Filipstads församling.
1 januari 2016 inrättades distriktet Filipstad, med samma omfattning som Filipstads församling fick 1971, vari detta sockenområde ingår.
Socknen har tillhört län, fögderier, tingslag och domsagor enligt vad som beskrivs i artikeln Färnebo härad.

## Geografi
Färnebo socken ligger närmast norr och väster om Filipstad kring  sjöarna Yngen, Långban, Daglösen och Saxen. Socknen är en starkt kuperad sjörik skogsbygd.

## Fornlämningar
Lösfynd från stenåldern och järnåldern har påträffats.

## Namnet
Namnet skrevs 1570 Fernnebo och betyder 'de vid Färnsjön boendes socken'. Sjöns namn innehåller växtnamnet färne, 'fräken'.

## Befolkningsutveckling
| Befolkningsutvecklingen i Färnebo socken 1780–1960                                                       | Befolkningsutvecklingen i Färnebo socken 1780–1960 | Befolkningsutvecklingen i Färnebo socken 1780–1960 | Befolkningsutvecklingen i Färnebo socken 1780–1960 | Befolkningsutvecklingen i Färnebo socken 1780–1960 |
| --- | -------------------------------------------------- | -------------------------------------------------- | -------------------------------------------------- | -------------------------------------------------- |
| |                                                    |                                                    |                                                    |                                                    |
| År |                                                    |                                                    | Folkmängd                                          |                                                    |
| 1780 | 1780                                               |                                                    | 3 057                                              |                                                    |
| 1790 | 1790                                               |                                                    | 3 297                                              |                                                    |
| 1800 | 1800                                               |                                                    | 3 406                                              |                                                    |
| 1810 | 1810                                               |                                                    | 3 068                                              |                                                    |
| 1820 | 1820                                               |                                                    | 3 232                                              |                                                    |
| 1830 | 1830                                               |                                                    | 4 085                                              |                                                    |
| 1840 | 1840                                               |                                                    | 4 468                                              |                                                    |
| 1850 | 1850                                               |                                                    | 5 125                                              |                                                    |
| 1860 | 1860                                               |                                                    | 5 971                                              |                                                    |
| 1870 | 1870                                               |                                                    | 6 460                                              |                                                    |
| 1880 | 1880                                               |                                                    | 6 482                                              |                                                    |
| 1890 | 1890                                               |                                                    | 5 555                                              |                                                    |
| 1900 | 1900                                               |                                                    | 5 258                                              |                                                    |
| 1910 | 1910                                               |                                                    | 4 757                                              |                                                    |
| 1920 | 1920                                               |                                                    | 4 218                                              |                                                    |
| 1930 | 1930                                               |                                                    | 3 572                                              |                                                    |
| 1940 | 1940                                               |                                                    | 3 087                                              |                                                    |
| 1950 | 1950                                               |                                                    | 2 888                                              |                                                    |
| 1960 | 1960                                               |                                                    | 2 707                                              |                                                    |
| Anm: Källor: Umeå universitet - Tabellverket 1749-1859, Demografiska databasen, CEDAR, Umeå universitet. |                                                    |                                                    |                                                    |                                                    |